# Heartbreaker (레드 제플린의 노래)
〈Heartbreaker〉는 영국의 록 밴드 레드 제플린의 1969년도 음반 《Led Zeppelin II》의 수록곡이다. 밴드의 네 명의 멤버 모두가 크레디트에 올랐으며 뉴욕 시 A&R 스튜디오에서 녹음되었다. 이때 밴드는 엔지니어 에디 크래머와 함께 두 번째 북미 투어를 진행하고 있었다. 〈Heartbreaker〉는 음반의 두 번째 면을 여는 곡으로 지미 페이지의 기타 리프를 특징으로 삼는다. 또한 증흑적이며 풀 오프 주법을 사용한 무반주의 솔로가 포함돼 있다. 《기타 월드》 지가 투표로 선정한 역대 가장 위대한 기타 솔로에서 16위로 올랐으며, 노래는 《롤링 스톤》 지가 선정한 역대 가장 위대한 500곡에서 328위에 올랐다.
1998년에 《기타 월드》와 가진 인터뷰에서 페이지는 이렇게 발언했다. "그 기타 솔로에서 특이점이라고 한다면 이미 〈Heartbreaker〉의 작업이 끝난 뒤에 녹음되었다는 거예요. 나중에 가서 덧붙인 거죠. 거기의 모든 섹션을 다른 스튜디오에서 녹음했고 중간에 끼워넣듯 했어요. 이쯤 되면 알아차렸을 텐데, 기타로 연주되는 모든 사운드가 다르다는 겁니다." 페이지는 또한 《기타 월드》에서 노래는 평범하지만 그 특정 무반주 솔로는 자신이 깁슨 레스 폴과 마샬 스택을 혼합한 첫 시도를 녹음한 것이라고 밝혔다.

## 영향력
〈Heartbreaker〉는 닉 혼비의 저서 《31 Songs》에 포함된 한 곡이다. 녹음 프로듀서 릭 루빈은 이렇게 말한다. "록 사상 가장 위대한 리프 중 하나. 그것으로 시작되지만, 이들은 그 "하나"가 어디있는지를 모르는 듯 하다. 그 다루기 어려움에는 마법이 서려있다." 에디 반 헬렌은 〈Heartbreaker〉의 솔로가 태핑 주법의 근간이 되었다고 주장했다. 《기타 월드》의 기사에서 그는 이렇게 말했다. "제 생각에 1971년 지미 페이지의 〈Heartbreaker〉의 솔로를 감상하고 태핑에 대한 아이디어를 떠올렸던 것 같아요. 그가 개방현을 풀 오프로 퉁겼고, 저는 잠시 생각했죠. 개방현에 ... 풀 오프. 저도 할 수 있겠더라구요. 하지만 손가락을 나사 모양으로 하고 이리저리 움직여보면 어떨까? 했어요. 그러니 그걸 훔쳐 달아난 셈이었죠."
스티브 바이는 1998년 《기타 월드》 인터뷰에서 이렇게 말했다. "이 곡은 제 유년기에 가장 큰 영향을 미쳤어요. 이건 반항하고, 대담하고, 지옥보다 신랄했죠. 말 그대로 록 기타 솔로를 정의하는 작품이에요." 미국의 밴드 너바나는 1987년 3월 7일 레이먼드 워싱턴에 있었던 자신들의 첫 공연에서 곡을 커버했다. 이 커버는 박스 세트 《With the Lights Out》에 담겨 있다. 레드 제플린의 패러디 및 트리뷰트 밴드인 드레드 제플린은 엘비스 프레슬리의 〈Heartbreak Hotel〉 가사를 조합해 레게풍의 커버를 했다.

## 형식 및 곡 목록
1969년 7인치 싱글 (이탈리아: Atlantic ATL NP 03162)
- A. 〈Heartbreaker〉 (Bonham, Jones, Page, Plant) – 4:14
- B. 〈Bring It On Home〉 (Dixon, Page, Plant) – 4:21

1969년 7인치 싱글 (필리핀: Atlantic 45-3735)
- A. 〈Heartbreaker〉 (Bonham, Jones, Page, Plant) – 4:14
- B. 〈Ramble On〉 (Page, Plant) – 4:23

1969년 7인치 싱글 (남아프리카: Atlantic ATS)
- A. 〈Heartbreaker〉 (Bonham, Jones, Page, Plant) – 4:14
- B. 〈Living Loving Maid (She's Just a Woman)〉 (Page, Plant) – 2:39

## 참여 인원
- 지미 페이지 – 기타
- 로버트 플렌트 – 보컬
- 존 폴 존스 – 베이스 기타
- 존 본햄 – 드럼

## 차트 성적
| 차트 (1970)     | 최고 순위 |
| --------------- | --------- |
| 이탈리아 (FIMI) | 39        |